# Sören Lausberg
Sören Yves Lausberg (Eisenhüttenstadt, Brandenburg, 6 d'agost de 1969) va ser un ciclista alemany especialitzat en pista. Va aconseguir guanyar nou medalles als Campionats del Món, i es va proclamar campió nacional diversos cops.

## Palmarès
- 1995
  -  Campió d'Alemanya en Quilòmetre
- 1997
  -  Campió d'Alemanya en Quilòmetre
  -  Campió d'Alemanya en Velocitat per equips
- 1998
  -  Campió d'Alemanya en Quilòmetre
- 2001
  -  Campió d'Alemanya en Quilòmetre
  -  Campió d'Alemanya en Velocitat per equips
- 2002
  -  Campió d'Europa sub-23 en Velocitat per equips (amb Matthias John i Carsten Bergemann)
  -  Campió d'Alemanya en Quilòmetre
- 2003
  -  Campió d'Alemanya en Quilòmetre
- 2005
  -  Campió d'Alemanya en Velocitat per equips

### Resultats a laCopa del Món
- 1995
  - 1r a Adelaida, en Quilòmetre
- 1996
  - 1r a Atenes, en Quilòmetre
- 1997
  - 1r a Cali, en Quilòmetre
- 1998
  - 1r a Berlín, en Velocitat per equips
- 1999
  - 1r a la Classificació general i a les proves de Fiorenzuola d'Arda i Frisco, en Quilòmetre
- 2001
  - 1r a Pordenone, en Quilòmetre
- 2002
  - 1r a Moscou, en Quilòmetre
- 2004-2005
  - 1r a Moscou, en Velocitat per equips